# Finnischer Fußballpokal 1956
Der Finnische Fußballpokal 1956 (finnisch Suomen Cup 1956) war die zweite Austragung des finnischen Pokalwettbewerbs. Er wurde vom finnischen Fußballverband ausgetragen. Das Finale fand am 28. Oktober 1956 im Olympiastadion Helsinki statt. 
Pokalsieger wurde im Duell der Zweitligisten Helsingin Pallo-Pojat. Das Team setzte sich im Finale gegen Tampereen Kisa-Toverit mit 2:1 durch. Titelverteidiger Haka Valkeakoski war in der 1. Runde gegen den Drittligisten Helsingin Kullervo ausgeschieden.
Alle Begegnungen wurden in einem Spiel ausgetragen. Bei unentschiedenem Ausgang wurde der Sieger durch Münzwurf ermittelt. Bis zur 3. Runde hatten unterklassige Teams Heimrecht.

## Teilnehmende Teams
Für die erste Hauptrunde waren 27 Vereine der ersten und zweiten Liga direkt qualifiziert. Dazu kamen 37 Mannschaften der dritten und vierten Liga, die nach zwei Qualifikationsrunden startberechtigt waren.
| Veikkausliiga (8) | Ykkönen Ost (9) | Ykkönen West (10) |
| --- | --- | --- |
| - Haka Valkeakoski - Helsingin Palloseura - HJK Helsinki - Ilves-Kissat Tampere - Kotkan Työväen Palloilijat - Kronohagens IF - Kuopion PS - Vaasan PS                                                       | - Hangö IK - Helsingin Pallo-Pojat - Helsingfors IFK - Käpylän Urheilu-Veikot - Kajaanin Palloilijat - Kotkan Jäntevä - Kuopion Pallotoverit - Lappeenrannan Pallo-Toverit - Sudet Helsinki                       | - IF Drott - Gamlakarleby BK - Hämeenlinnan Pallokerho - Iirot Rauma - Jakobstads BK - Kokkolan Palloveikot - Kokkolan Jymy - Tampereen Kisa-Toverit - Turku PS - Turun Toverit |
| Maakuntasarja (31) | | |
| - IF Gnistan - Helsingin Jyry - Helsingin Kullervo - Helsingin Ponnistus - Helsingin Toverit - Joensuun Palloseura - Kajaanin Palloseura - Karihaaran Tenho - BK-46 Karis - Kemin Into - Kouvolan Urheilijat | - Kuopion Elo - Lappeenrannan Veiterä - Kymin Palloilijat - Lauttasaaren Pyrintö - Mikkelin Pallo-Kissat - Oulun Palloseura - Oulun Työväen Palloilijat - Porin Palloilijat - Rauman Pallo - Riihimäen Palloseura | - RU-38 Pori - Seinäjoen Sisu - TaPa Tampere - Tampereen Pallo-Veikot - Tappara Tampere - Turun Pallokerho - Turun Tritys - VPV Vaasa - Viipurin Reipas - Warkauden Pallo -35   |
| Aluesarja (6) | | |
| - Äänekosken Huima - Järvenpään PS | - Loviisan Tor - Töölön Vesa | - Turun Weikot - Valkeakosken Koskenpojat |

## 1. Runde
|                             | Ergebnis |                            |
| --------------------------- | -------- | -------------------------- |
| Valkeakosken Koskenpojat    | 2:4      | Viipurin Reipas            |
| Kokkolan Palloveikot        | 2:3      | Käpylän Urheilu-Veikot     |
| Kymin Palloilijat           | 2:1      | Turku PS                   |
| Kajaanin Palloilijat        | 1:3      | Kotkan Työväen Palloilijat |
| Helsingin Kullervo          | 2:0      | Haka Valkeakoski           |
| Lauttasaaren Pyrintö        | kampflos | Turun Toverit              |
| Töölön Vesa                 | 1:4      | Helsingin Pallo-Pojat      |
| Seinäjoen Sisu              | 0:4      | Jakobstads BK              |
| Oulun Työväen Palloilijat   | 3:6      | Hämeenlinnan Pallokerho    |
| BK-46 Karis                 | 1:3      | Gamlakarleby BK            |
| Oulun Palloseura            | 2:3      | Rauman Pallo               |
| Lappeenrannan Pallo-Toverit | 1:8      | Kronohagens IF             |
| Kajaanin Palloseura         | 2:1      | Helsingin Palloseura       |
| Tampereen Pallo-Veikot      | 6:0      | Hangö IK                   |
| Kuopion Elo                 | 3:0      | Tappara Tampere            |
| Kokkolan Jymy               | 3:2      | Vaasan PS                  |
| Turun Pallokerho            | 2:5      | IF Drott                   |
| TaPa Tampere                | 0:4      | Iirot Rauma                |
| Kouvolan Urheilijat         | 3:2      | IF Gnistan                 |
| Kemin Into                  | 0:9      | Ilves-Kissat Tampere       |
| Turun Weikot                | 2:1      | VPV Vaasa                  |
| Helsingin Jyry              | 2:4      | Sudet Helsinki             |
| Helsingin Toverit           | 0:2      | Tampereen Kisa-Toverit     |
| Porin Palloilijat           | 3:2      | Kotkan Jäntevä             |
| Loviisan Tor                | 1:2      | RU-38 Pori                 |
| Järvenpään PS               | 0:1      | Helsingin Ponnistus        |
| Riihimäen Palloseura        | 5:3      | Turun Tritys               |
| Äänekosken Huima            | 02:12    | HJK Helsinki               |
| Mikkelin Pallo-Kissat       | 3:2      | Helsingfors IFK            |
| Warkauden Pallo -35         | 1:2      | Kuopion Pallotoverit       |
| Karihaaran Tenho            | 5:2      | Joensuun Palloseura        |
| Lappeenrannan Veiterä       | 1:4      | Kuopion PS                 |

## 2. Runde
|                         | Ergebnis |                            |
| ----------------------- | -------- | -------------------------- |
| Viipurin Reipas         | 2:4      | Käpylän Urheilu-Veikot     |
| Kymin Palloilijat       | 2:5      | Kotkan Työväen Palloilijat |
| Helsingin Kullervo      | 1:2      | Turun Toverit              |
| Helsingin Pallo-Pojat   | 6:0      | Jakobstads BK              |
| Hämeenlinnan Pallokerho | 1:2      | Gamlakarleby BK            |
| Rauman Pallo            | 1:3      | Kronohagens IF             |
| Kajaanin Palloseura     | 2:4      | Tampereen Pallo-Veikot     |
| Kuopion Elo             | 2:1      | Kokkolan Jymy              |
| IF Drott                | 0:2      | Iirot Rauma                |
| Kouvolan Urheilijat     | 1:9      | Ilves-Kissat Tampere       |
| Turun Weikot            | 3:1      | Sudet Helsinki             |
| Tampereen Kisa-Toverit  | 6:0      | Porin Palloilijat          |
| RU-38 Pori              | 5:0      | Helsingin Ponnistus        |
| Riihimäen Palloseura    | 1:3      | HJK Helsinki               |
| Mikkelin Pallo-Kissat   | 2:5      | Kuopion Pallotoverit       |
| Karihaaran Tenho        | 3:5      | Kuopion PS                 |

## 3. Runde
|                        | Ergebnis |                            |
| ---------------------- | -------- | -------------------------- |
| Käpylän Urheilu-Veikot | 2:3      | Kotkan Työväen Palloilijat |
| Turun Toverit          | 2:5      | Helsingin Pallo-Pojat      |
| Gamlakarleby BK        | 1:4      | Kronohagens IF             |
| Tampereen Pallo-Veikot | 3:2      | Kuopion Elo                |
| Iirot Rauma            | 0:1      | Ilves-Kissat Tampere       |
| Turun Weikot           | 1:3      | Tampereen Kisa-Toverit     |
| RU-38 Pori             | 1:4      | HJK Helsinki               |
| Kuopion Pallotoverit   | 1:3      | Kuopion PS                 |

## Viertelfinale
|                            | Ergebnis |                        |
| -------------------------- | -------- | ---------------------- |
| Kotkan Työväen Palloilijat | 1:2      | Helsingin Pallo-Pojat  |
| Kronohagens IF             | 12:20    | Tampereen Pallo-Veikot |
| Ilves-Kissat Tampere       | 1:3      | Tampereen Kisa-Toverit |
| HJK Helsinki               | 1:0      | Kuopion PS             |

## Halbfinale
|                        | Ergebnis |                |
| ---------------------- | -------- | -------------- |
| Helsingin Pallo-Pojat  | 2:1      | Kronohagens IF |
| Tampereen Kisa-Toverit | 2:0      | HJK Helsinki   |

## Finale
| Paarung               | Helsingin Pallo-Pojat – Tampereen Kisa-Toverit |
| Ergebnis              | 2:1 (0:1) |
| Datum                 | 28. Oktober 1956 |
| Stadion               | Olympiastadion, Helsinki |
| Zuschauer             | 2.020 |
| Tore                  | 0:1 Rainer Niinimäki (15.) 1:1 Juhani Metsä (68.) 2:1 Olavi Hirvonen (82., Elfmeter)                                                                                         |
| Helsingin Pallo-Pojat | Heikki Rauhanen – Aarno Hautala, Aulis Huttunen – Viktor Gratsew, Erkki Tienaho, Sakari Vuoristo, Raimo Nieminen – Olavi Hirvonen, Pentti Jokela, Juhani Metsä, Jouko Manner |